# فكتور جنسن
فكتور جنسن (بالإنجليزية: Viktor Jensen)‏ هو سائق سباق بريطاني، ولد في 30 ديسمبر 1987 في هامرسميث في المملكة المتحدة.

## روابط خارجية
- فكتور جنسن على موقع DriverDB.com (الإنجليزية)